# Bieldo

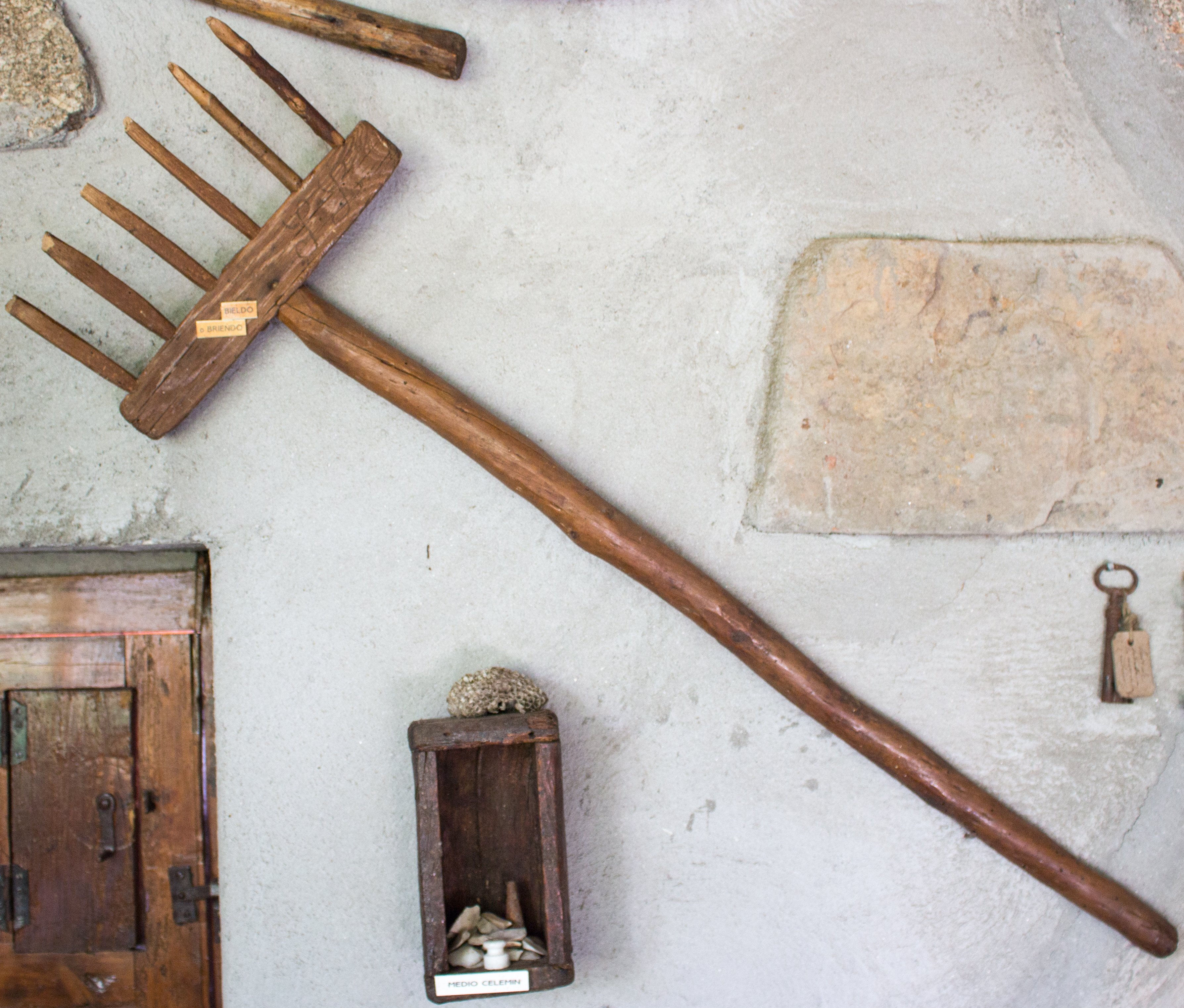
Bieldo de seis dientes en el Museo Etnológico de Puerto Seguro.

El bieldo, también llamado biergo en Extremadura, es un instrumento de labranza similar a un rastrillo, con cuatro o más dientes en el transversal, que se usa para aventar, es decir, para separar la paja del grano. 

## Tradiciones populares relacionadas
Este instrumento era un símbolo místico de Baco porque los que estaban iniciados en sus misterios se tenían que haber purificado con las pruebas que precedían a la iniciación, así como el trigo se separa de la paja por medio del bieldo. También aplicaban este instrumento a Oro como a dios de la labranza. 